# Трейнта и Трес
Трейнта и Трес (на испански: Treinta y Tres) е град с надморска височина 54 метра, административен център на департамента Трейнта и Трес, Уругвай. Населението на града е 25 476 души (2011 г.).